# کالیفرنیا ریسپاندر
کالیفرنیا ریسپاندر (به انگلیسی: California Responder) یک کشتی است که طول آن ۶۳ متر (۲۰۷ فوت) می‌باشد. این کشتی در سال ۱۹۹۲ ساخته شد.